# Kim (roman)
Kim este ultimul roman al autorului englez laureat al Premiului Nobel Rudyard Kipling, publicat pentru prima dată în revista McClure's în decembrie 1900 - octombrie 1901, precum și în revista Cassell's în ianuarie - noiembrie 1901. În volum a fost publicată prima dată de Macmillan & Co. Ltd în octombrie 1901. Povestea se desfășoară pe fundalul Marelui Joc, conflictul politic dintre Rusia și Marea Britanie din Asia Centrală. Romanul a popularizat expresia și ideea Marelui Joc.